# Bahnstrecke Paso de los Toros–Rivera
| Bahnhof Paso Tranqueras |                      |                            |                            |
| Spurweite: | 1435 mm (Normalspur) |                            |                            |
| Streckengeschwindigkeit: | bis 75 km/h          |                            |                            |
| Zweigleisigkeit: | nein                 |                            |                            |
| |                      |                            |                            |
| \| \| \| von Montevideo \| \| \| \| 273,0 \| Paso de los Toros \| Paso de los Toros \| \| \| 289,0 \| Chamberlain \| Chamberlain \| \| \| \| nach Salto \| \| \| \| 301,8 \| El Lago \| El Lago \| \| \| 324,3 \| Churchill \| Churchill \| \| \| 335,5 \| Achar \| Achar \| \| \| 355,3 \| Pampa \| Pampa \| \| \| \| nach Salto \| \| \| \| 382,6 \| Piedra Sola \| Piedra Sola \| \| \| 407,9 \| Tambores \| Tambores \| \| \| 420,3 \| Valle Eden \| Valle Eden \| \| \| 442,0 \| \| \| \| \| 445,1 \| Tacuarembó \| Tacuarembó \| \| \| 464,2 \| Bañados de Rocha \| Bañados de Rocha \| \| \| 466,0 \| Bañados de Rocha (200m) \| Bañados de Rocha (200m) \| \| \| 479,5 \| Paso del Cerro \| Paso del Cerro \| \| \| 494,2 \| Laureles \| Laureles \| \| \| 511,9 \| Brigadas Civiles de Rivera \| Brigadas Civiles de Rivera \| \| \| 519,5 \| Paso Tranqueras \| Paso Tranqueras \| \| \| 534,6 \| Paso Ataques \| Paso Ataques \| \| \| 557,0 \| \| \| \| \| \| nach Brasilien \| \| \| \| 563,3 \| Rivera \| Rivera \| |                      |                            |                            |
| Strecke |                      | von Montevideo             | von Montevideo             |
| Dienststation / Betriebs- oder Güterbahnhof | 273,0                | Paso de los Toros          | Paso de los Toros          |
| Dienststation / Betriebs- oder Güterbahnhof | 289,0                | Chamberlain                | Chamberlain                |
| Abzweig geradeaus und nach links |                      | nach Salto                 | nach Salto                 |
| ehemaliger Haltepunkt / Haltestelle | 301,8                | El Lago                    | El Lago                    |
| Dienststation / Betriebs- oder Güterbahnhof | 324,3                | Churchill                  | Churchill                  |
| Dienststation / Betriebs- oder Güterbahnhof | 335,5                | Achar                      | Achar                      |
| ehemaliger Haltepunkt / Haltestelle | 355,3                | Pampa                      | Pampa                      |
| Abzweig geradeaus und ehemals von links |                      | nach Salto                 | nach Salto                 |
| Dienststation / Betriebs- oder Güterbahnhof | 382,6                | Piedra Sola                | Piedra Sola                |
| Dienststation / Betriebs- oder Güterbahnhof | 407,9                | Tambores                   | Tambores                   |
| ehemaliger Haltepunkt / Haltestelle | 420,3                | Valle Eden                 | Valle Eden                 |
| Dienststation / Betriebs- oder Güterbahnhof | 442,0                |                            |                            |
| Bahnhof | 445,1                | Tacuarembó                 | Tacuarembó                 |
| Haltepunkt / Haltestelle | 464,2                | Bañados de Rocha           | Bañados de Rocha           |
| Tunnel | 466,0                | Bañados de Rocha (200m)    | Bañados de Rocha (200m)    |
| Bahnhof | 479,5                | Paso del Cerro             | Paso del Cerro             |
| Haltepunkt / Haltestelle | 494,2                | Laureles                   | Laureles                   |
| Haltepunkt / Haltestelle | 511,9                | Brigadas Civiles de Rivera | Brigadas Civiles de Rivera |
| Bahnhof | 519,5                | Paso Tranqueras            | Paso Tranqueras            |
| Dienststation / Betriebs- oder Güterbahnhof | 534,6                | Paso Ataques               | Paso Ataques               |
| Dienststation / Betriebs- oder Güterbahnhof | 557,0                |                            |                            |
| Abzweig geradeaus und von links |                      | nach Brasilien             | nach Brasilien             |
| Kopfbahnhof Streckenende | 563,3                | Rivera                     | Rivera                     |

Die Bahnstrecke Paso de los Toros–Rivera ist eine Eisenbahnstrecke in Uruguay. Sie führt in Verlängerung der Bahnstrecke Montevideo–Paso de los Toros in nordöstlicher Richtung bis zur an der brasilianischen Grenze liegenden Stadt Rivera. Die Strecke ist nicht elektrifiziert und eingleisig. Die Kilometrierung bezieht sich auf Montevideo.
Die Bahnstrecke wird Línea Rivera genannt; teilweise wird diese Bezeichnung auch für die Gesamtstrecke ab Montevideo benutzt.

## Geschichte
Von Paso de los Toros aus wurde die Strecke Ende des 19. Jahrhunderts durch die Central Uruguay Railway erbaut und erreichte Achar 1890, Tacuarembó 1891 und Rivera 1892.
In den 2010er Jahren wurde die Strecke als FOCEM-Projekt wieder ertüchtigt. Deshalb wird die Strecke in diesem Zusammenhang auch FOCEM I genannt. Die Administración de Ferrocarriles del Estado (AFE) betreibt auch Personenverkehr zwischen Tacuarembó und Rivera. Anfang der 2020er Jahre ist dies der einzige Personenverkehr in ganz Uruguay (auf der Strecke Montevideo–25 de Agosto wird gebaut).  Zum Einsatz kommen die in Schweden gebraucht gekauften Dieseltriebwagen der Baureihe Y1.
Die Strecke dient auch dem Güterverkehr (zum Beispiel Holztransport).
Die vorgesehene Geschwindigkeit beträgt 40 km/h (Güterzüge) beziehungsweise 75 km/h (Personenzüge). Die maximale Achslast liegt bei 18 Tonnen.

## Verbindungsbahn nach Brasilien
Vom Bahnhof Rivera führt eine 5,5 Kilometer lange Verbindungsbahn in die benachbarte, brasilianische Stadt Santana do Livramento. Es handelt sich um ein Dreischienengleis mit Normalspur für Uruguay und Meterspur für Brasilien. Eine Nutzung der Gleise findet offensichtlich 2022 nicht statt.